# Versonnex (Ain)
Versonnex település Franciaországban, Ain megyében. Lakosainak száma 2222 fő (2022. január 1.). Versonnex Cessy, Ornex, Sauverny, Ségny, Collex-Bossy és Versoix községekkel határos.

## Népesség
A település népessége az elmúlt években az alábbi módon változott:
| Lakosok száma | 161  | 1118 | 1866 | 2027 | 2157 | 2183 | 2176 | 2157 | 2146 | 2222 |
|               | 1968 | 1982 | 1990 | 2006 | 2013 | 2015 | 2017 | 2019 | 2020 | 2022 |